# Newport, Pennsylvania
Newport är en ort i Perry County i delstaten Pennsylvania, USA.